# アンリ・プレグラン

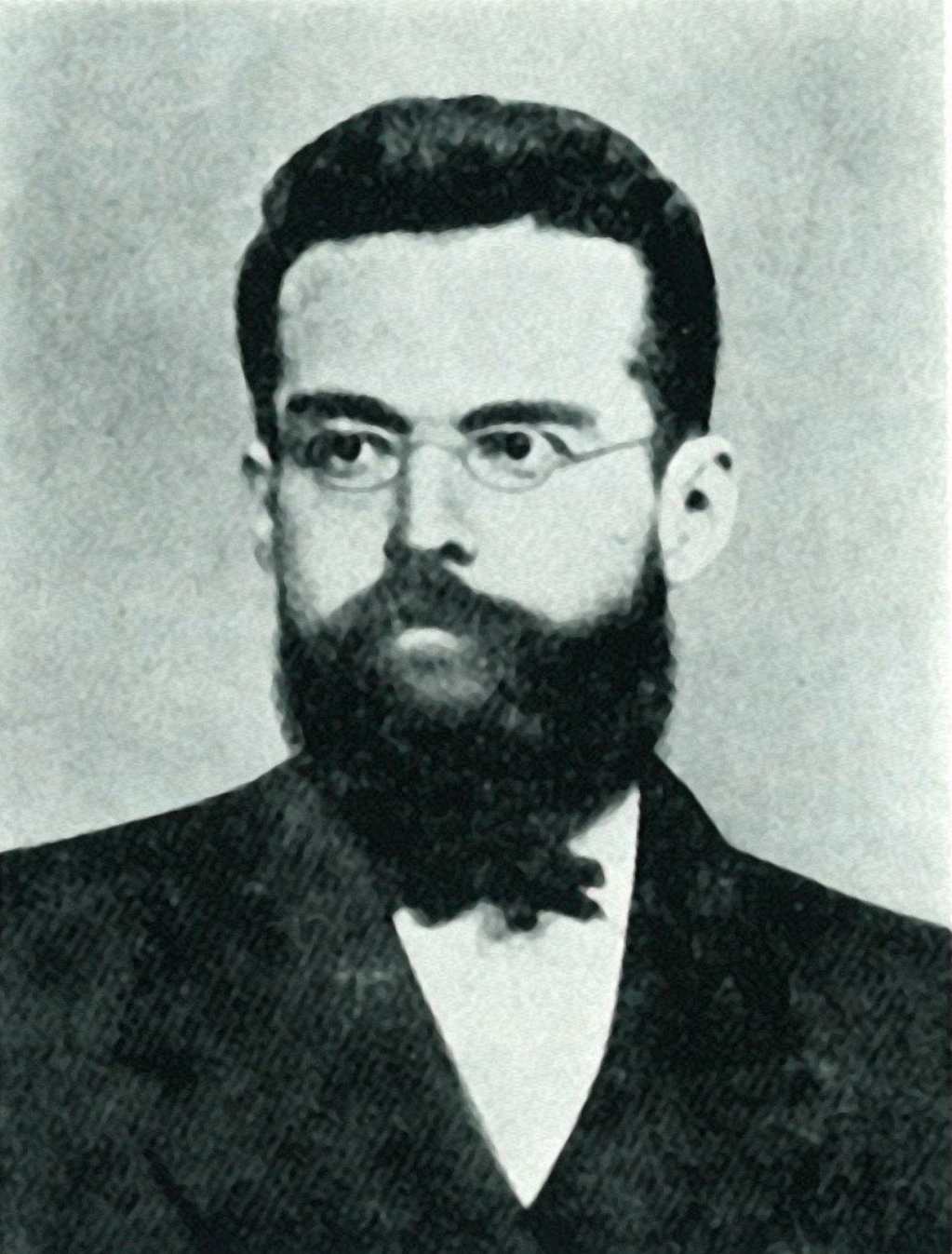
アンリ・プレグラン

アンリ・オーギュスト・プレグラン（Henri Auguste Pélegrin、1841年11月30日 - 1882年10月25日）は、明治時代にお雇い外国人として来日したフランスの技術者である。

## 経歴・人物
フランス南東部プロヴァンス＝アルプ＝コート・ダジュール地域圏のボレーヌに生まれる。
後に清朝に転勤し、上海でガス灯を設置し始める。この業績から、1869年（明治2年）日本政府の招きにより来日した。翌年当時ドイツ商社と対立していた高島嘉右衛門からの依頼により、横浜でガス灯設置計画を発表した。当時日本には西洋式機械が存在していなかったため、その機械の購入のためにプレグランは一旦帰国し母国及びイギリスへ渡った。
来日から3年後の1872年（明治5年）9月29日には遂に日本で初の街路灯を横浜県庁付近等に2年後の1874年（明治7年）には東京にも85基設置した。この業績により、1877年（明治10年）には現在の東京ガス株式会社に勤務し初め、日本における照明灯の文明開化に貢献した。
1879年（明治12年）3月5日に帰国し、旧フランス植民地であったハイチで死去した。